# Rally d'Argentina 2002
Il Rally d'Argentina 2002, ufficialmente denominato 22º Rally Argentina, è stata la sesta tappa del campionato del mondo rally 2002 nonché la ventiduesima edizione del Rally d'Argentina e la ventesima con valenza mondiale. La manifestazione si è svolta dal 17 al 19 maggio sugli sterrati che attraversano gli altopiani e le zone montuose della Provincia di Córdoba, nella parte centro-settentrionale del paese sudamericano, con base a Villa Carlos Paz.
L'evento è stato vinto dallo spagnolo Carlos Sainz, navigato dal connazionale Luis Moya, al volante di una Ford Focus WRC 02 della squadra Ford Rallye Sport, davanti alla coppia formata dal norvegese Petter Solberg e dal britannico Phil Mills, su una Subaru Impreza WRC2002 del team 555 Subaru WRT, e all'equipaggio britannico composto da Colin McRae e Nicky Grist, compagni di squadra dei vincitori.
A tagliare per primi il traguardo erano stati in realtà i finlandesi Marcus Grönholm e Timo Rautiainen, su Peugeot 206 WRC (2001) della squadra Peugeot Total, tuttavia vennero squalificati al termine dell'ultima prova speciale in quanto ricevettero assistenza irregolarmente al mattino poiché la vettura si rifiutava di avviarsi. In seguito all'esclusione di Grönholm furono quindi i compagni di scuderia Richard Burns e Robert Reid a beneficiare della vittoria, ma anch'essi vennero esclusi dalla classifica finale per l'accertata non conformità della vettura al regolamento vigente, venendo riscontrata l'infrazione degli articoli 15.1.5 e 15.1.8 dello stesso (volano sotto il peso minimo consentito). La squadra Peugeot decise di non ricorrere in appello per cui la vittoria finale andò a Sainz.
In Argentina si disputava anche la quarta tappa del campionato PWRC, che ha visto vincere l'equipaggio composto dal Perùviano Ramón Ferreyros e dallo spagnolo Diego Vallejo su una Mitsubishi Lancer Evo VII, i quali si classificarono inoltre al 10º posto nella graduatoria generale.

## Dati della prova
| Denominazione ufficiale             | Rally Argentina |
| Edizione N°                         | 22 |
| Tappa N°                            | 6 di 14 |
| Data manifestazione                 | da venerdì 17/05/2002 a domenica 19/05/2002 |
| Sede ospitante                      | Villa Carlos Paz (dipartimento di Punilla, provincia di Córdoba) |
| Sede parco assistenza               | Prima e seconda frazione: La Cumbre (dipartimento di Punilla, provincia di Córdoba). Terza frazione: Mina Clavero (dipartimento di San Alberto, provincia di Córdoba). |
| Superficie                          | Terra |
| Iscritti                            | 81 |
| Partiti                             | 68 |
| Arrivati                            | 29 (42,6%) |
| Prove speciali previste             | 22 |
| Prove speciali disputate            | 21 (1 cancellata) |
| Prova più breve                     | 3,44 km (PS4, PS5, PS13 e PS14: Pro-Racing - Lane A/B) |
| Prova più lunga                     | 28,83 km (PS9 e PS18: Ascochinga) |
| Prova più lenta                     | velocità media di 68,17 km/h (PS8: La Cumbre 1) |
| Prova più veloce                    | velocità media di 121,73 km/h (PS21: Cura Brochero) |
| Lunghezza prove speciali previste   | 381,45 km |
| Lunghezza prove speciali disputate  | 358,43 km (25,1% della distanza totale effettiva - cancellati 23,02 km)                                                                                                |
| Lunghezza complessiva trasferimenti | 1068,96 km |
| Distanza totale effettiva           | 1427,39 km |

## Itinerario
| Frazione 1 (17 mag) |        | 07:50  | Assistenza – La Cumbre (20 min)    | –        | 153,79 km |  |  |
| Frazione 1 (17 mag) | PS1    | 08:33  | Capilla del Monte 1                | 23,02 km | 153,79 km |  |  |
| Frazione 1 (17 mag) | PS2    | 09:04  | San Marcos Sierra 1                | 26,97 km | 153,79 km |  |  |
| Frazione 1 (17 mag) |        | 09:54  | Assistenza – La Cumbre (20 min)    | –        | 153,79 km |  |  |
| Frazione 1 (17 mag) | PS3    | 10:54  | Cosquin 1                          | 19,19 km | 153,79 km |  |  |
| Frazione 1 (17 mag) | PS4    | 12:07  | Pro-Racing - Lane A - 1            | 3,44 km  | 153,79 km |  |  |
| Frazione 1 (17 mag) | PS5    | 12:09  | Pro-Racing - Lane B - 1            | 3,44 km  | 153,79 km |  |  |
| Frazione 1 (17 mag) | PS6    | 13:52  | Tanti 1                            | 16,07 km | 153,79 km |  |  |
| Frazione 1 (17 mag) | PS7    | 14:50  | La Falda 1                         | 9,37 km  | 153,79 km |  |  |
| Frazione 1 (17 mag) |        | 15:15  | Assistenza – La Cumbre (20 min)    | –        | 153,79 km |  |  |
| Frazione 1 (17 mag) | PS8    | 15:53  | La Cumbre 1                        | 23,46 km | 153,79 km |  |  |
| Frazione 1 (17 mag) | PS9    | 16:45  | Ascochinga 1                       | 28,83 km | 153,79 km |  |  |
| Frazione 1 (17 mag) |        | 17:27  | Assistenza – La Cumbre (45 min)    | –        | 153,79 km |  |  |
|                     |        |        |                                    |          |           |  |  |
| Frazione 2 (18 mag) |        | 07:50  | Assistenza – La Cumbre (20 min)    | –        | 153,79 km |  |  |
| Frazione 2 (18 mag) | PS10   | 08:33  | Capilla del Monte 1                | 23,02 km | 153,79 km |  |  |
| Frazione 2 (18 mag) | PS11   | 09:04  | San Marcos Sierra 1                | 26,97 km | 153,79 km |  |  |
| Frazione 2 (18 mag) |        | 09:54  | Assistenza – La Cumbre (20 min)    | –        | 153,79 km |  |  |
| Frazione 2 (18 mag) | PS12   | 10:54  | Cosquin 1                          | 19,19 km | 153,79 km |  |  |
| Frazione 2 (18 mag) | PS13   | 12:07  | Pro-Racing - Lane A - 1            | 3,44 km  | 153,79 km |  |  |
| Frazione 2 (18 mag) | PS14   | 12:09  | Pro-Racing - Lane B - 1            | 3,44 km  | 153,79 km |  |  |
| Frazione 2 (18 mag) | PS15   | 13:52  | Tanti 1                            | 16,07 km | 153,79 km |  |  |
| Frazione 2 (18 mag) | PS16   | 14:50  | La Falda 1                         | 9,37 km  | 153,79 km |  |  |
| Frazione 2 (18 mag) |        | 15:15  | Assistenza – La Cumbre (20 min)    | –        | 153,79 km |  |  |
| Frazione 2 (18 mag) | PS17   | 15:53  | La Cumbre 1                        | 23,46 km | 153,79 km |  |  |
| Frazione 2 (18 mag) | PS18   | 16:45  | Ascochinga 1                       | 28,83 km | 153,79 km |  |  |
| Frazione 2 (18 mag) |        | 17:27  | Assistenza – La Cumbre (45 min)    | –        | 153,79 km |  |  |
|                     |        |        |                                    |          |           |  |  |
| Frazione 3 (19 mag) |        | 07:47  | Assistenza – Mina Clavero (20 min) | –        | 73,87 km  |  |  |
| Frazione 3 (19 mag) | PS19   | 09:00  | El Condor                          | 16,77 km | 73,87 km  |  |  |
| Frazione 3 (19 mag) | PS20   | 10:13  | Giulio Cesare                      | 22,82 km | 73,87 km  |  |  |
| Frazione 3 (19 mag) | PS21   | 10:53  | Cura Brochero                      | 13,63 km | 73,87 km  |  |  |
| Frazione 3 (19 mag) |        | 11:51  | Assistenza – Mina Clavero (20 min) | –        | 73,87 km  |  |  |
| Frazione 3 (19 mag) | PS22   | 12:39  | El Mirador                         | 20,65 km | 73,87 km  |  |  |
| Frazione 3 (19 mag) |        | 13:13  | Assistenza – Mina Clavero (20 min) | –        | 73,87 km  |  |  |
| Totale              | Totale | Totale | Totale                             | Totale   | 381,45 km |  |  |

## Risultati

### Classifica
| Pos.                   | Nº       | Pilota            | Co-pilota         | Auto                      | Squadra                      | Classe    | Tempo     | Distacco | Punti    |
| Generale               | Generale | Generale          | Generale          | Generale                  | Generale                     | Generale  | Generale  | Generale | Generale |
| ---------------------- | -------- | ----------------- | ----------------- | ------------------------- | ---------------------------- | --------- | --------- | -------- | -------- |
| 1.                     | 4        | Carlos Sainz      | Luis Moya         | Ford Focus RS WRC 02      | Ford Rallye Sport            | WRC       | 4h08'09"1 | –        | 10       |
| 2.                     | 11       | Petter Solberg    | Phil Mills        | Subaru Impreza WRC2002    | 555 Subaru WRT               | WRC       | 4h08'13"1 | +4"0     | 6        |
| 3.                     | 5        | Colin McRae       | Nicky Grist       | Ford Focus RS WRC 02      | Ford Rallye Sport            | WRC       | 4h10'28"2 | +2'19"1  | 4        |
| 4.                     | 6        | Markko Märtin     | Michael Park      | Ford Focus RS WRC 02      | Ford Rallye Sport            | WRC       | 4h11'01"5 | +2'52"4  | 3        |
| 5.                     | 15       | Toni Gardemeister | Paavo Lukander    | Škoda Octavia WRC Evo2    | Škoda Motorsport             | WRC       | 4h13'27"9 | +5'18"8  | 2        |
| 6.                     | 14       | Kenneth Eriksson  | Christina Thörner | Škoda Octavia WRC Evo2    | Škoda Motorsport             | WRC       | 4h14'25"7 | +6'16"6  | 1        |
| 7.                     | 19       | Juha Kankkunen    | Juha Repo         | Hyundai Accent WRC2       | Hyundai Castrol WRT          | WRC       | 4h16'12"4 | +8'03"3  | -        |
| 8.                     | 8        | Alister McRae     | David Senior      | Mitsubishi Lancer WRC     | Marlboro Mitsubishi Ralliart | WRC       | 4h16'58"7 | +8'49"6  | -        |
| 9.                     | 16       | Gabriel Pozzo     | Daniel Stillo     | Škoda Octavia WRC Evo2    | Škoda Motorsport             | WRC       | 4h22'08"0 | +13'58"9 | -        |
| 10.                    | 54       | Ramón Ferreyros   | Diego Vallejo     | Mitsubishi Lancer Evo VII | -                            | N4 / PWRC | 4h32'27"6 | +24'18"5 | -        |
| Campionato piloti PWRC |          |                   |                   |                           |                              |           |           |          |          |
| 1. (10.)               | 54       | Ramón Ferreyros   | Diego Vallejo     | Mitsubishi Lancer Evo VII | -                            | N4 / PWRC | 4h32'27"6 | –        | 10       |
| 2. (11.)               | 57       | Toshihiro Arai    | Tony Sircombe     | Subaru Impreza WRX        | Spike Subaru Team            | N4 / PWRC | 4h32'57"7 | +30"1    | 6        |
| 3. (12.)               | 74       | Karamjit Singh    | Allen Oh          | Proton Pert               | Petronas EON Racing Team     | N4 / PWRC | 4h33'42"7 | +1'15"1  | 4        |
| 4. (14.)               | 51       | Gustavo Trelles   | Jorge del Buono   | Mitsubishi Lancer Evo VII | Ralliart Italia              | N4 / PWRC | 4h38'40"7 | +6'13"1  | 3        |
| 5. (15.)               | 52       | Marcos Ligato     | Ruben Garcia      | Mitsubishi Lancer Evo VII | Top Run                      | N4 / PWRC | 4h39'34"4 | +7'06"8  | 2        |
| 6. (19.)               | 71       | Stefano Marrini   | Tiziana Sandroni  | Mitsubishi Lancer Evo VII | -                            | N4 / PWRC | 5h04'35"5 | +32'07"9 | 1        |

| Principali ritiri | Principali ritiri | Principali ritiri | Principali ritiri | Principali ritiri      | Principali ritiri            | Principali ritiri | Principali ritiri     | Principali ritiri |
| PS                | Nº                | Pilota            | Co-pilota         | Auto                   | Squadra                      | Classe            | Causa                 | Pos.              |
| ----------------- | ----------------- | ----------------- | ----------------- | ---------------------- | ---------------------------- | ----------------- | --------------------- | ----------------- |
| PS 7              | 7                 | François Delecour | Daniel Grataloup  | Mitsubishi Lancer WRC  | Marlboro Mitsubishi Ralliart | WRC               | Danno da incidente    | 14º               |
| PS 9              | 17                | Armin Schwarz     | Manfred Hiemer    | Hyundai Accent WRC3    | Hyundai Castrol WRT          | WRC               | Pompa del carburante  | 20º               |
| PS 11             | 3                 | Harri Rovanperä   | Risto Pietiläinen | Peugeot 206 WRC (2001) | Peugeot Total                | WRC               | Motore                | 12º               |
| PS 11             | 11                | Freddy Loix       | Sven Smeets       | Hyundai Accent WRC3    | Hyundai Castrol WRT          | WRC               | Guasto elettrico      | 11º               |
| PS 17             | 23                | Gilles Panizzi    | Hervé Panizzi     | Peugeot 206 WRC (2001) | Peugeot Total                | WRC               | Radiatore             | 9º                |
| PS 21             | 10                | Tommi Mäkinen     | Kaj Lindström     | Subaru Impreza WRC2002 | 555 Subaru WRT               | WRC               | Incidente             | 2º                |
| Squalificati      |                   |                   |                   |                        |                              |                   |                       |                   |
| PS                | Nº                | Pilota            | Co-pilota         | Auto                   | Squadra                      | Classe            | Motivo                | Pos.              |
| PS22              | 1                 | Richard Burns     | Robert Reid       | Peugeot 206 WRC (2001) | Peugeot Total                | WRC               | Volano irregolare     | 1º                |
| PS22              | 2                 | Marcus Grönholm   | Timo Rautiainen   | Peugeot 206 WRC (2001) | Peugeot Total                | WRC               | Assistenza irregolare | 5º                |

Legenda
| Icona | Classe                                                                                  |
| ----- | --------------------------------------------------------------------------------------- |
| WRC   | Equipaggio di classe A8 che può conquistare punti per il campionato costruttori WRC     |
| WRC   | Equipaggio di classe A8 che non può conquistare punti per il campionato costruttori WRC |
| PWRC  | Equipaggio registrato al campionato PWRC                                                |
| JWRC  | Equipaggio registrato al campionato Junior WRC                                          |
|       | Ulteriori classificazioni                                                               |

### Prove speciali
| Frazione            | Prova | Ora   | Nome                    | Lunghezza | Vincitori                                                   | Tempo            | Velocità media   | Leader del rally                |
| ------------------- | ----- | ----- | ----------------------- | --------- | ----------------------------------------------------------- | ---------------- | ---------------- | ------------------------------- |
| Frazione 1 (17 mag) | PS1   | 08:33 | Capilla del Monte 1     | 23,02 km  | prova cancellata                                            | prova cancellata | prova cancellata | prova cancellata                |
| Frazione 1 (17 mag) | PS2   | 09:04 | San Marcos Sierra 1     | 26,97 km  | Marcus Grönholm Timo Rautiainen                             | 15'38"7          | 103,43 km/h      | Marcus Grönholm Timo Rautiainen |
| Frazione 1 (17 mag) | PS3   | 10:54 | Cosquin 1               | 19,19 km  | Marcus Grönholm Timo Rautiainen                             | 13'20"9          | 86,26 km/h       | Marcus Grönholm Timo Rautiainen |
| Frazione 1 (17 mag) | PS4   | 12:07 | Pro-Racing - Lane A - 1 | 3,44 km   | Marcus Grönholm Timo Rautiainen                             | 2'10"5           | 94,90 km/h       | Marcus Grönholm Timo Rautiainen |
| Frazione 1 (17 mag) | PS5   | 12:09 | Pro-Racing - Lane B - 1 | 3,44 km   | Tommi Mäkinen Kaj Lindström                                 | 2'10"2           | 95,12 km/h       | Marcus Grönholm Timo Rautiainen |
| Frazione 1 (17 mag) | PS6   | 13:52 | Tanti 1                 | 16,07 km  | Richard Burns Robert Reid                                   | 8'27"3           | 114,04 km/h      | Marcus Grönholm Timo Rautiainen |
| Frazione 1 (17 mag) | PS7   | 14:50 | La Falda 1              | 9,37 km   | Marcus Grönholm Timo Rautiainen                             | 6'36"7           | 85,03 km/h       | Marcus Grönholm Timo Rautiainen |
| Frazione 1 (17 mag) | PS8   | 15:53 | La Cumbre 1             | 23,46 km  | Marcus Grönholm Timo Rautiainen                             | 20'38"9          | 68,17 km/h       | Marcus Grönholm Timo Rautiainen |
| Frazione 1 (17 mag) | PS9   | 16:45 | Ascochinga 1            | 28,83 km  | Freddy Loix Sven Smeets                                     | 20'18"6          | 85,17 km/h       | Marcus Grönholm Timo Rautiainen |
|                     |       |       |                         |           |                                                             |                  |                  | Marcus Grönholm Timo Rautiainen |
| Frazione 2 (18 mag) | PS10  | 08:33 | Capilla del Monte 2     | 23,02 km  | Richard Burns Robert Reid                                   | 17'10"0          | 80,46 km/h       | Marcus Grönholm Timo Rautiainen |
| Frazione 2 (18 mag) | PS11  | 09:04 | San Marcos Sierra 2     | 26,97 km  | Tommi Mäkinen Kaj Lindström                                 | 15'13"3          | 106,31 km/h      | Marcus Grönholm Timo Rautiainen |
| Frazione 2 (18 mag) | PS12  | 10:54 | Cosquin 2               | 19,19 km  | Tommi Mäkinen Kaj Lindström                                 | 13'16"7          | 86,71 km/h       | Marcus Grönholm Timo Rautiainen |
| Frazione 2 (18 mag) | PS13  | 12:07 | Pro-Racing - Lane A - 2 | 3,44 km   | Richard Burns Robert Reid                                   | 2'12"7           | 93,32 km/h       | Marcus Grönholm Timo Rautiainen |
| Frazione 2 (18 mag) | PS14  | 12:09 | Pro-Racing - Lane B - 2 | 3,44 km   | Colin McRae Nicky Grist                                     | 2'12"2           | 93,68 km/h       | Marcus Grönholm Timo Rautiainen |
| Frazione 2 (18 mag) | PS15  | 13:52 | Tanti 2                 | 16,07 km  | Tommi Mäkinen Kaj Lindström                                 | 8'22"7           | 115,08 km/h      | Marcus Grönholm Timo Rautiainen |
| Frazione 2 (18 mag) | PS16  | 14:50 | La Falda 2              | 9,37 km   | Colin McRae Nicky Grist                                     | 6'35"9           | 85,20 km/h       | Marcus Grönholm Timo Rautiainen |
| Frazione 2 (18 mag) | PS17  | 15:53 | La Cumbre 2             | 23,46 km  | Tommi Mäkinen Kaj Lindström                                 | 19'49"4          | 71,01 km/h       | Tommi Mäkinen Kaj Lindström     |
| Frazione 2 (18 mag) | PS18  | 16:45 | Ascochinga 2            | 28,83 km  | Richard Burns Robert Reid e Marcus Grönholm Timo Rautiainen | 18'39"2          | 92,73 km/h       | Tommi Mäkinen Kaj Lindström     |
|                     |       |       |                         |           |                                                             |                  |                  | Tommi Mäkinen Kaj Lindström     |
| Frazione 3 (19 mag) | PS19  | 09:00 | El Condor               | 16,77 km  | Marcus Grönholm Timo Rautiainen                             | 13'52"6          | 72,51 km/h       | Marcus Grönholm Timo Rautiainen |
| Frazione 3 (19 mag) | PS20  | 10:13 | Giulio Cesare           | 22,82 km  | Marcus Grönholm Timo Rautiainen                             | 18'35"0          | 73,68 km/h       | Marcus Grönholm Timo Rautiainen |
| Frazione 3 (19 mag) | PS21  | 10:53 | Cura Brochero           | 13,63 km  | Marcus Grönholm Timo Rautiainen                             | 6'43"1           | 121,73 km/h      | Marcus Grönholm Timo Rautiainen |
| Frazione 3 (19 mag) | PS22  | 12:39 | El Mirador              | 20,65 km  | Richard Burns Robert Reid                                   | 11'30"8          | 107,61 km/h      | Carlos Sainz Luis Moya          |

## Classifiche mondiali
Classifica piloti
| Pos. | Pos. | Pilota            | Punti |
| ---- | ---- | ----------------- | ----- |
| 1    |      | Marcus Grönholm   | 31    |
| 2    |      | Gilles Panizzi    | 20    |
| 3    | 3    | Carlos Sainz      | 19    |
| 4    | 1    | Richard Burns     | 19    |
| 5    | 1    | Tommi Mäkinen     | 14    |
| 6    | 2    | Petter Solberg    | 13    |
| 7    | 3    | Colin McRae       | 10    |
| 8    | 3    | Harri Rovanperä   | 9     |
| 9    | 2    | Philippe Bugalski | 7     |
| 10   | 1    | Sébastien Loeb    | 6     |
| 11   | N    | Markko Märtin     | 3     |
| 12   | 1    | Alister McRae     | 2     |
| 13   | N    | Toni Gardemeister | 2     |
| 14   | N    | Kenneth Eriksson  | 1     |

Classifica costruttori WRC
| Pos. | Pos. | Squadra                      | Punti |
| ---- | ---- | ---------------------------- | ----- |
| 1    |      | Peugeot Total                | 68    |
| 2    | 1    | Ford Rallye Sport            | 41    |
| 3    | 1    | 555 Subaru WRT               | 33    |
| 4    |      | Marlboro Mitsubishi Ralliart | 6     |
| 5    | N    | Škoda Motorsport             | 5     |
| 6    | 1    | Hyundai Castrol WRT          | 3     |